# Harald Wapenaar
Harald Wapenaar (ur. 10 kwietnia 1970 w Vlaardingen) – holenderski piłkarz grający na pozycji bramkarza, aktualnie reprezentuje barwy Sparty Rotterdam.
Wcześniej Wapenaar przywdziewał trykot Udinese Calcio, Utrechtu czy też FC Portsmouth, do którego trafił w 2003 roku.
Ten ostatni klub zakupił Holendra do ostrej rywalizacji z Shaką Hislopem. Gry w lidze angielskiej nie zaliczy do udanych, ponieważ wyśmienita forma Hislopa spowodowała, że Wapenaar był tylko rezerwowym. Ponadto w dobrej formie był młody wówczas Jamie Ashdown. W 2005 roku golkiper powrócił do Holandii, gdzie związał się z SBV Vitesse. Co prawda grał tam przez dwa sezony, jednak miejsce w podstawowej jedenastce zdołał utrzymać tylko przez pierwszy sezon.
W 2007 roku został wypożyczony do Sparty Rotterdam i po raz pierwszy w barwach tej drużyny zagrał 21 stycznia w meczu derbowym z Excelsiorem.